# كأس الاتحاد الأسترالي 2014
كأس الاتحاد الأسترالي 2014 (بالإنجليزية: 2014 FFA Cup)‏ هو الموسم 1 من كأس الاتحاد الأسترالي. أقيم خلال الفترة 25 يونيو 2014 وحتى 16 ديسمبر 2014، وأشرف على تنظيمه اتحاد أستراليا لكرة القدم، وكان عدد الأندية المشاركة فيه 631، وفاز فيه نادي أديلايد يونايتد.